# اچ‌دی ۲۱۹۸۲۸
اچ‌دی ۲۱۹۸۲۸ یک ستاره است که در صورت فلکی اسب بالدار قرار دارد.